# Leopoldina Zanetti
Leopoldina Zanetti (Venezia, 1826 – Milano, 1902) è stata una pittrice italiana, nipote di Daniele Manin.

## Biografia
Nacque a Venezia nel 1826 ma già nel 1849, per motivi politici, fuggì dalla sua città natale recandosi prima in Francia, per poi trasferirsi a Genova, dove conobbe Ulisse Borzino (Milano, 1820-1906), insegnante all'Accademia ligustica di belle arti. Nel clima di fervore patriottico, i due si innamorarono e si sposarono.
A Genova Zanetti partecipò alle esposizioni della Società Promotrice di Belle Arti dal 1851 al 1868. Grazie al marito che lavorava presso la Stamperia Pellas di Genova, la pittrice si cimentò anche alla litografia. Suo fu l'Album pittoresco di Genova, la cui stampa delle lastre venne affidata all'incisore parigino Claude Jacomme da poco giunto a Genova.
Nel 1858 Zanetti partecipò come artista genovese all'Esposizione delle opere di Belle Arti nelle Gallerie dell'I.R. Accademia di Milano. Dal 1864 si spostò con il marito a Milano, dove aveva sede la Stamperia Borzino.
Sua figlia sposò nel 1881 il pittore Raffaele Armenise.